# بهبودی، اتک
بهبودی (به پنجابی: بهبدی) یک روستا در پاکستان است که در ناحیه اتک واقع شده‌است. بهبودی ۳۱۴ متر بالاتر از سطح دریا واقع شده‌است.